# Sendangrejo (Tayu)
Sendangrejo is een bestuurslaag in het regentschap Pati van de provincie Midden-Java, Indonesië. Sendangrejo telt 3113 inwoners (volkstelling 2010).